# Ратновце
Ратновце (словац. Ratnovce) — село, громада округу П'єштяни, Трнавський край. Кадастрова площа громади — 8.44 км².
Населення 1099 осіб (станом на 31 грудня 2020 року).

## Історія
Ратновце згадується 1240 року.

## Населення
| Рік:            | 1994. | 2004.   | 2014.   | 2024.   |
| --------------- | ----- | ------- | ------- | ------- |
| Кількість осіб: | 960   | 950     | 1027    | 1074    |
| Різниця:        |       | -1,04 % | +8,10 % | +4,57 % |

| Рік:            | 2023. | 2024.   |
| --------------- | ----- | ------- |
| Кількість осіб: | 1082  | 1074    |
| Різниця:        |       | -0,73 % |